# Tự do hóa
Một cách tổng quát, tự do hoá dùng để chỉ việc nới lỏng đối với những chính sách đã từng được siết chặt trước đó của chính phủ, thường là trong lĩnh vực xã hội và kinh tế.
Trong phạm vi các chính sách xã hội, nó thường chỉ việc nới lỏng các luật hạn chế liên quan đến ly dị, phá thai, tình dục đồng giới hay ma tuý.
Thông thường, thuật ngữ này dùng để chỉ các chính sách tự do hoá kinh tế, đặc biệt là tự do hoá thương mại hay tự do hoá thị trường vốn, và gọi chung là chính sách tân tự do.

## Tự do hoá và tư hữu hoá
Mặc dù tự do hoá kinh tế thường gắn với tư hữu hoá, đây là hai quá trình hoàn toàn tách biệt. Chẳng hạn như, Liên Hiệp châu Âu đã tự do hoá thị trường khí đốt và điện lực để hình thành một hệ thống cạnh tranh; tuy thế một số công ty năng lượng hàng đầu châu Âu (như EDF và Vattenfall) vẫn do Nhà nước sở hữu một phần hay toàn bộ.
Các loại hình dịch vụ công tư hữu hoá hay tư nhân hoá có thể chỉ do vài công ty lớn chiếm lĩnh thị trường, đặc biệt trong các lĩnh vực với chi phí vốn cao. Trong một số trường hợp các công ty này có thể nắm độc quyền một cách hợp pháp, ít nhất đối với một thị phần nhỏ nào đó (vd. người tiêu dùng nhỏ).